# سلام، خداحافظ
«سلام، خداحافظ» تک‌آهنگی در سبک راک از بیتلز است که در سال ۱۹۶۷ میلادی منتشر شد. نویسنده آن پل مک‌کارتنی بود. این اولین ترانه آنها بعد از فوت منیجر گروه برایان اپستاین بود. این ترانه در سراسر جهان موفق بود و در چارت‌ّای آمریکا، بریتانیا، کانادا، استرالیا و چند کشور دیگر به رتبه یک رسید.
مک‌کارتنی مفهوم دوگانه‌گرایی را به عنوان تم این ترانه بیان می‌کند.